# كريس ليندبرغ
كريس ليندبرغ هو لاعب هوكي الجليد كندي، ولد في 16 أبريل 1967 في فورت فرانسيس في كندا.

## وصلات خارجية
- كريس ليندبرغ على موقع دوري الهوكي الوطني (الإنجليزية)
- كريس ليندبرغ على موقع قاعة مشاهير الهوكي (لاعب أن.إتش.أل) (الإنجليزية)
- كريس ليندبرغ على موقع EliteProspects.com (الإنجليزية)
- كريس ليندبرغ على موقع Eurohockey.com (الإنجليزية)
- كريس ليندبرغ على موقع HockeyDB.com (الإنجليزية)
- كريس ليندبرغ على موقع Hockey-Reference.com (الإنجليزية)
- كريس ليندبرغ على موقع أوليمبيديا (الإنجليزية)